# Semidalis deserta
Semidalis deserta är en insektsart som beskrevs av Meinander 1974. Semidalis deserta ingår i släktet Semidalis och familjen vaxsländor. Inga underarter finns listade i Catalogue of Life.